# Мігель Індурайн
Міге́ль Анхе́ль Індура́йн Ларрайя (ісп. Miguel Ángel Indurain Larraya, баск. Miguel Indurain Larraia; нар. 16 липня 1964 року в Вільяві, Іспанія) — іспанський шосейний велогонщик баскського походження. П'ять разів поспіль перемагав на Тур де Франс (1991-1995), став четвертим з п'яти велогонщиків, хто переміг на Турі 5 разів, і першим, хто це зробив підряд. Дворазовий переможець Джиро д'Італія (1992 і 1993).

## Біографія
Став професіоналом в 1984 після виступу на Олімпійських іграх в Лос-Анджелесі.
Олімпійський чемпіон-1996 і чемпіон світу-1995 у індивідуальній гонці з роздільнім стартом.
В 1994 році встановив світовий рекорд у годинній гонці на треку — 53 км 40 м.

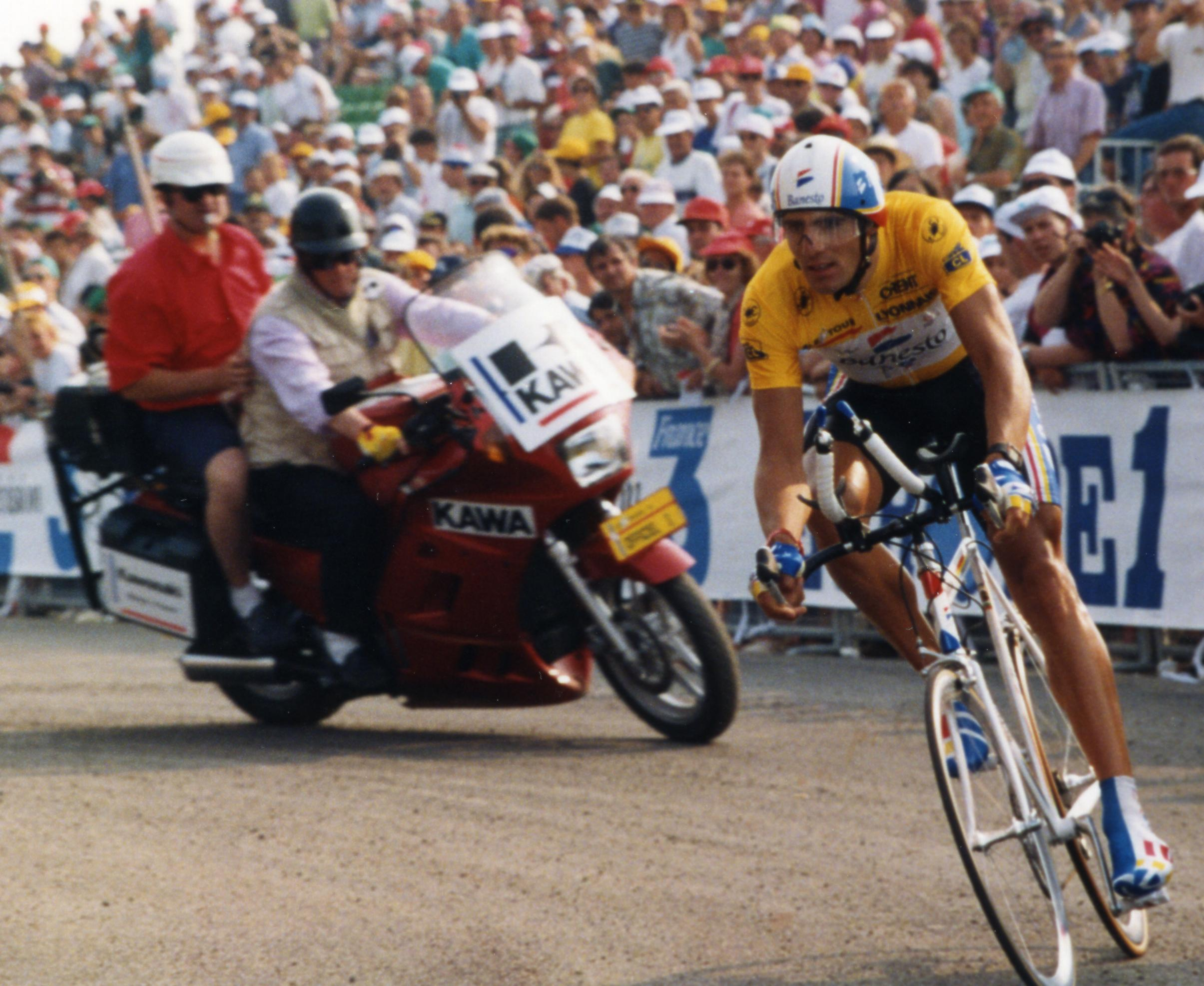
Індурайн на Тур де Франс 1993

Витривалість і фізичні дані (зріст 188 см і вага 80 кг) дали йому прізвиська «Мігелон» (Miguelón) і «Велика Мить» (Big Mig).
Індивідуальні фізіологічні особливості Індурайна унікальні не тільки в порівнянні зі звичайними людьми, але і в порівнянні зі спортсменами — об'єм легенів близько 8 літрів (при середньому показнику 6 літрів), кровообіг дозволяв прокачувати по організму до 7 літрів крові за хвилину (у звичайних людей в середньому 3-4 л, у велогонщиків 5-6 л), пульс в стані спокою — 28 ударів на хвилину (середній показник у людей — 60-70 ударів).
Володар багатьох спортивних та державних нагород, серед яких можна виділити Великий хрест іспанського ордена Цивільних заслуг, Великий хрест іспанського королівського ордена Спортивних заслуг, премію Принца Астурійського, французький орден Почесного легіону, олімпійський орден.